# Przydarłów (osada)
Przydarłów – osada w Polsce, położona w województwie zachodniopomorskim, w powiecie pyrzyckim, w gminie Kozielice.